# Melicope latifolia
Melicope latifolia är en vinruteväxtart som först beskrevs av Dc., och fick sitt nu gällande namn av Thomas Gordon Hartley. Melicope latifolia ingår i släktet Melicope och familjen vinruteväxter. Inga underarter finns listade i Catalogue of Life.